# Château de Bagatelle (Somme)
Pour les articles homonymes, voir Château de Bagatelle.
Le château de Bagatelle est un château du XVIIIe siècle situé à Abbeville, dans le département de la Somme.

## Histoire
« Ce bijou joint l'agréable à l'utile (...) c'est une merveille enfin ! »

— Michel-Jean Sedaine
[réf. nécessaire]
La maison est édifiée sur un terrain nu du faubourg de Saint-Gilles, acquis en 1752 par Abraham van Robais (1698-1779 - son portrait par Jean-Baptiste Perronneau, de 1769, est au musée du Louvre), dernier fils d'Isaac van Robais († 1703) et héritier de son oncle Josse, dit de Ryxdorpen, en 1735. Disposant alors de grands  moyens, il remplace l'ex-hôtel Leroy de Valine à Abbeville par une autre demeure.
Fin 1665, son grand-père Josse - puis Joseph - Van Robais († 1694), drapier et négociant de Middelbourg, a été attiré par Jean-Baptiste Colbert, surintendant des bâtiments et manufactures royales depuis 1664, qui veut relancer l'industrie textile locale. Pour ce faire, il  est naturalisé français, autorisé à pratiquer la religion protestante, exonéré d'impôts et de taxes d'importation, obtient une « prime » de 12 000 livres et le monopole de fabrication de draps fins pour vingt ans, afin de créer la manufacture des Rames (en référence aux rangées de rames utilisées pour le séchage des draps).
Ce n’était à l’origine qu’un petit pavillon dit en rez-de-jardin de quatre pièces, une « bagatelle » ou « Folie (château de plaisance) », selon les traités d'architecture de Jacques-François Blondel (1737) et de Charles-Étienne Briseux (1743), utilisée pour recevoir les clients importants de l'industriel et qui, pour cette raison, ne comptait qu'un salon d'hiver, un salon d'été et une salle à manger, mais pas de chambres, d'office ou de pièces de commodités. Le bâtiment n'avait ni fondations, ni cave et était couvert d'une terrasse (toit plat) décrite par Roland de la Platière dans un voyage d'étude de 1763:  "le dessus est terrassé et couronné de dix à douze petites statues d'environ un pied et demi de haut dont le travail, les attitudes, les sujets sont plein de goût".
Le bâtiment est disposé « en lanterne », les pièces étant éclairées de chaque côté (dite aussi "en vue traversante") pour laisser entrer le plus de lumière possible.
Vers 1765 il est décidé de transformer cette bagatelle pour pouvoir y vivre. Pour cela il faut ajouter un étage en attique (« dernier étage d'une façade qui n'a que la moitié ou au plus les deux tiers de la hauteur de l'étage inférieur », selon Jules Adeline (p. 35 de la réédition de 1889 de son Lexique des termes d'art)  afin de pouvoir créer des chambres.
En 1793 les van Robais, dont le privilège n'avait pas été renouvelé en 1768, vendent le château à Pierre-François Roze (officier de la marine royale ?), puis, en 1802, la manufacture familiale à Michel Grandin, manufacturier d'Elbeuf.
En 1810, Bagatelle est revendu à François-Gabriel de Wailly, dont les héritiers feront aménager le comble dit « à la Mansart », puis, en 1898, deux pavillons latéraux, par l'architecte Parent. Dans la nouvelle aile nord prend place un salon de musique où jouent Camille Saint-Saëns, Vincent d'Indy ou encore Erik Satie, amis de Paul de Wailly. À la même époque le parc double sa superficie, des arbres sont plantés et le boulingrin est créé devant la façade ouest du château. Jacques de Wailly (4e génération), architecte-paysager, réalise un jardin inspiré du XVIIIe siècle et parfaitement entretenu jusqu'en 1940. Fondateur, avec le docteur Carvalho de La Demeure Historique, il est l'un des premiers châtelains à ouvrir sa maison au public en 1936.
En 1878, la ferme, devenue vétuste, a été remplacée par deux ailes. Depuis, l'aspect extérieur de la demeure n'a pas changé même si, comme la ville d'Abbeville, le château a subi les affres de la Seconde guerre Mondiale. Un obus s'abat sur l'aile nord mais, fort heureusement, n'explose pas. Après la guerre Jacques de Wailly sauve Bagatelle de la ruine et reçoit des mains d'André Malraux, en 1963, un des premiers prix des chefs-d’œuvre en péril. Son fils, Henri, poursuit le lent travail de restauration et reçoit en 1992 le grand prix de La Demeure Historique (Prix Blondel) pour la restauration des façades.
La famille de Wailly conserve Bagatelle pendant près de deux siècles, avant de le vendre en 1998. Les propriétaires successifs ont entrepris d'importants travaux de rénovation du château et de son parc. Depuis 2018 le château est la propriété de Christophe Carbonnier-Pauwels.
Situé dans le sud de la ville, à proximité de la route de Paris (entre le faubourg Saint-Gilles et la route d'Amiens), il dispose également d'un parc botanique de 12 hectares.
La maison a été inscrite à l'Inventaire supplémentaire des monuments historiques le 18 mai 1926, puis le 26 novembre 1946, le jardin régulier, jardin à la française, et le parc.
Le château et le parc sont ouverts à la visite.

## Caractéristiques
L'élévation des deux façades (sur le boulingrin à l'ouest et sur le jardin à l'est) se caractérise par quatorze œils-de-bœuf inscrits dans des panneaux de pierre carrés se détachant sur le mur de brique. Le dessin de serviettes de pierre sculptées nouées par des rubans est caractéristique du style Louis XVI. Au-dessous, des guirlandes de feuilles de chêne surmontent les fenêtres du rez-de-chaussée dans de grands panneaux de pierre. A la hauteur de l'attique les bandes de pierre verticales formant pilastres se terminent par des mufles de lions portant dans leur gueule des animaux et des rubans, rappelant le métier de drapier du propriétaire.
La partie centrale (la plus ancienne et la plus caractéristique de la folie) est composée, au rez-de-chaussée, d'un vestibule et de trois salons.
Dans le vestibule se trouve un escalier à double-révolution dont la fine rampe en fer forgé d'origine est due à Simon Pfaff de Pfaffenhoffen, il donne accès au premier étage du corps central où se trouvent deux petits appartements et un boudoir. Le visiteur est frappé par la légèreté de cet escalier, pourtant placé dans une pièce aux dimensions réduites.
Du vestibule on accède au salon rond, ou « salon d'été », pièce centrale qui a conservé ses lambris peints et des dessus-de-porte. Elle est éclairée par trois portes-fenêtres et offre une vue sur le jardin « à la française » et, plus loin, sur les allées du parc botanique. Les peintures originales ornant ses boiseries, qui n'ont jamais été restaurées, représentent des fontaines, des brûle-parfums et des œufs d'autruche qui auraient été inspirés par un cadeau de la reine Marie-Antoinette (on sait que Madame van Robais fut invitée à Paris par Marie-Antoinette en 1784 et, à son retour, fit repeindre le salon d'été dans le style "pompéïen" qui était alors la dernière mode parisienne).
Son plafond est un ciel orné au centre de « l'aigle de Washington », en hommage au baron Jean de Kalb, époux de Anne Élisabeth Émilie van Robais et héros de la Guerre d'indépendance des États-Unis (il est mort en 1780 des suites de blessures reçues à la bataille de Camden).
Cette pièce est encadrée respectivement par la salle à manger et le « salon d'hiver ».

## Parc
Le parc du château de Bagatelle de 11 ha se compose de plusieurs ensembles :
- un jardin à la française datant du XVIIIe siècle ;
- un jardin à l'anglaise conçu de 1810 à 1847 lorsque le parc fut agrandi de 10 hectares ;
- un arboretum ;
- un potager.

### Jardin à la française
Le jardin à la française entoure le château, avec à l'ouest un boulingrin planté de parterres de rosiers et à l'est un alignement de tilleuls. La grande pelouse est agrémentée d'un bassin de 54 mètres de long.

### Jardin à l'anglaise
Le jardin à la française est prolongé par un parc paysager à l'anglaise, avec une collection d'arbres rares et anciens : érable de Montpellier âgé de 150 ans, hêtre à feuilles de fougère âgé de 200 ans, hêtre tricolore âgé de 200 ans, Ginkgo biloba âgé de 200 ans... Des topiaires remarquables : lapin de 6 mètres de haut et chat en Buxus sempervirens...
Un petit pavillon du XIXe siècle, un kiosque, une fontaine, des statues... complètent l'aménagement du parc.

Les extérieurs, le parc à la française.
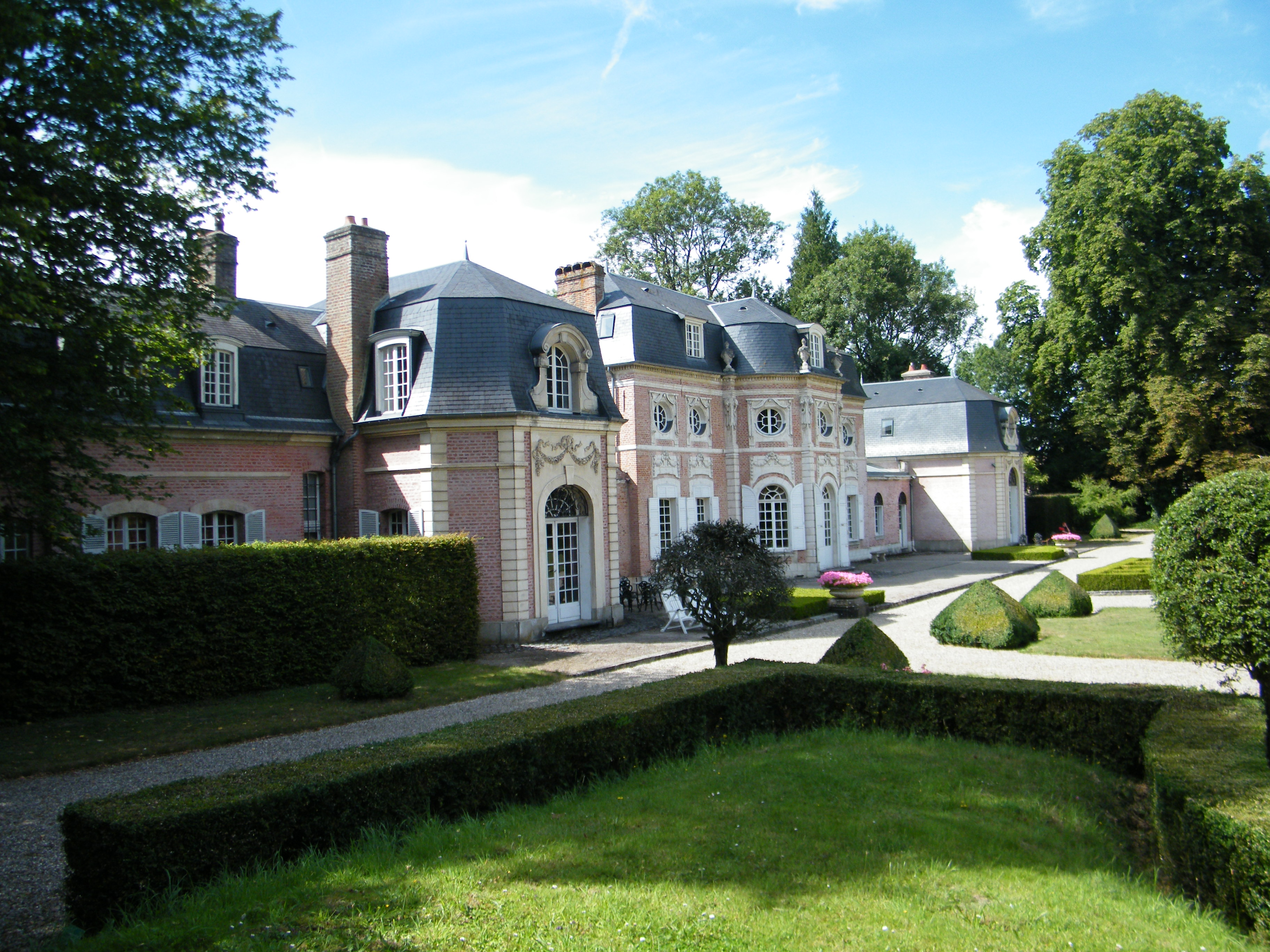
Façade arrière.
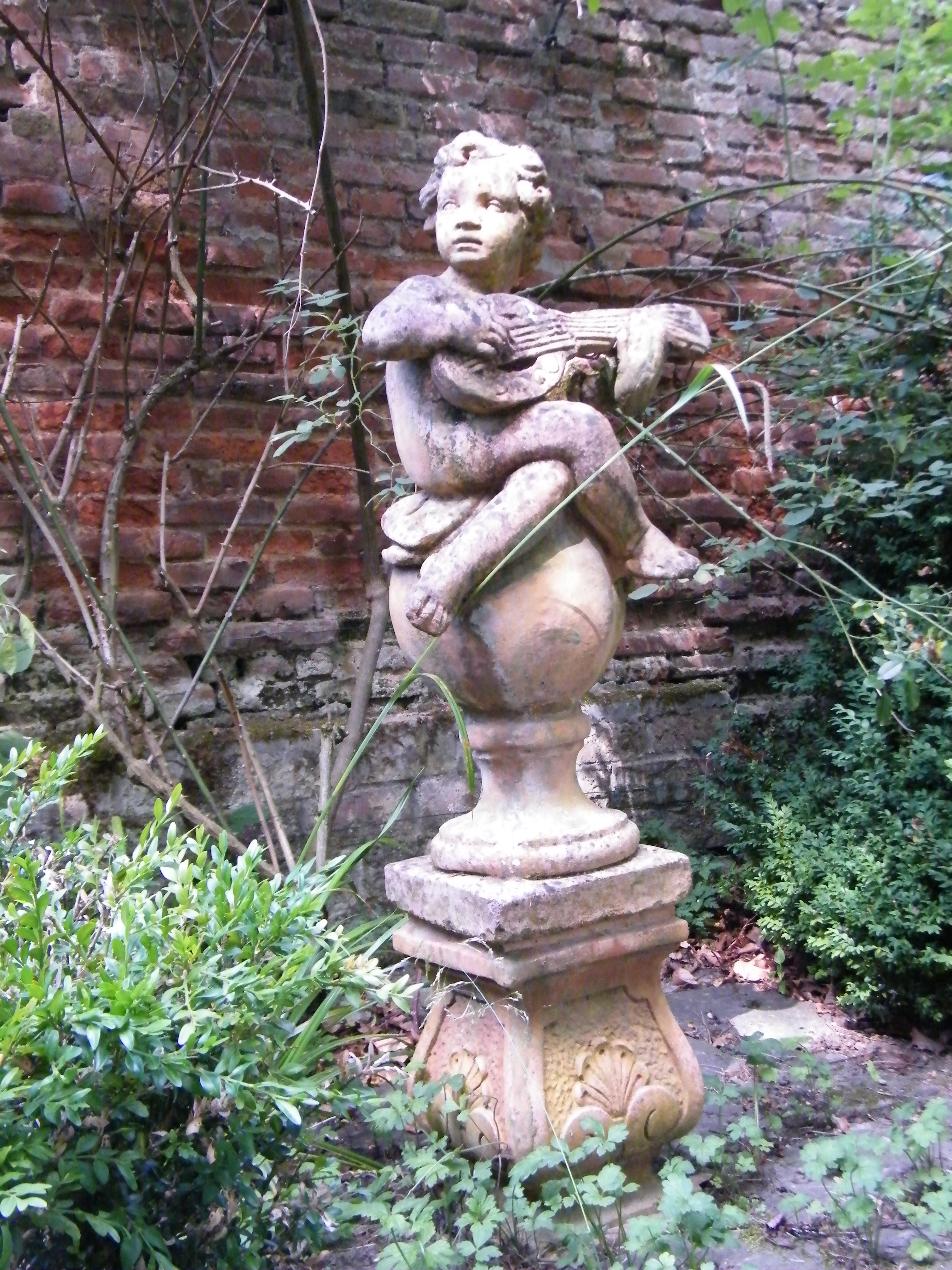
Joueur de mandoline, dans le parc.
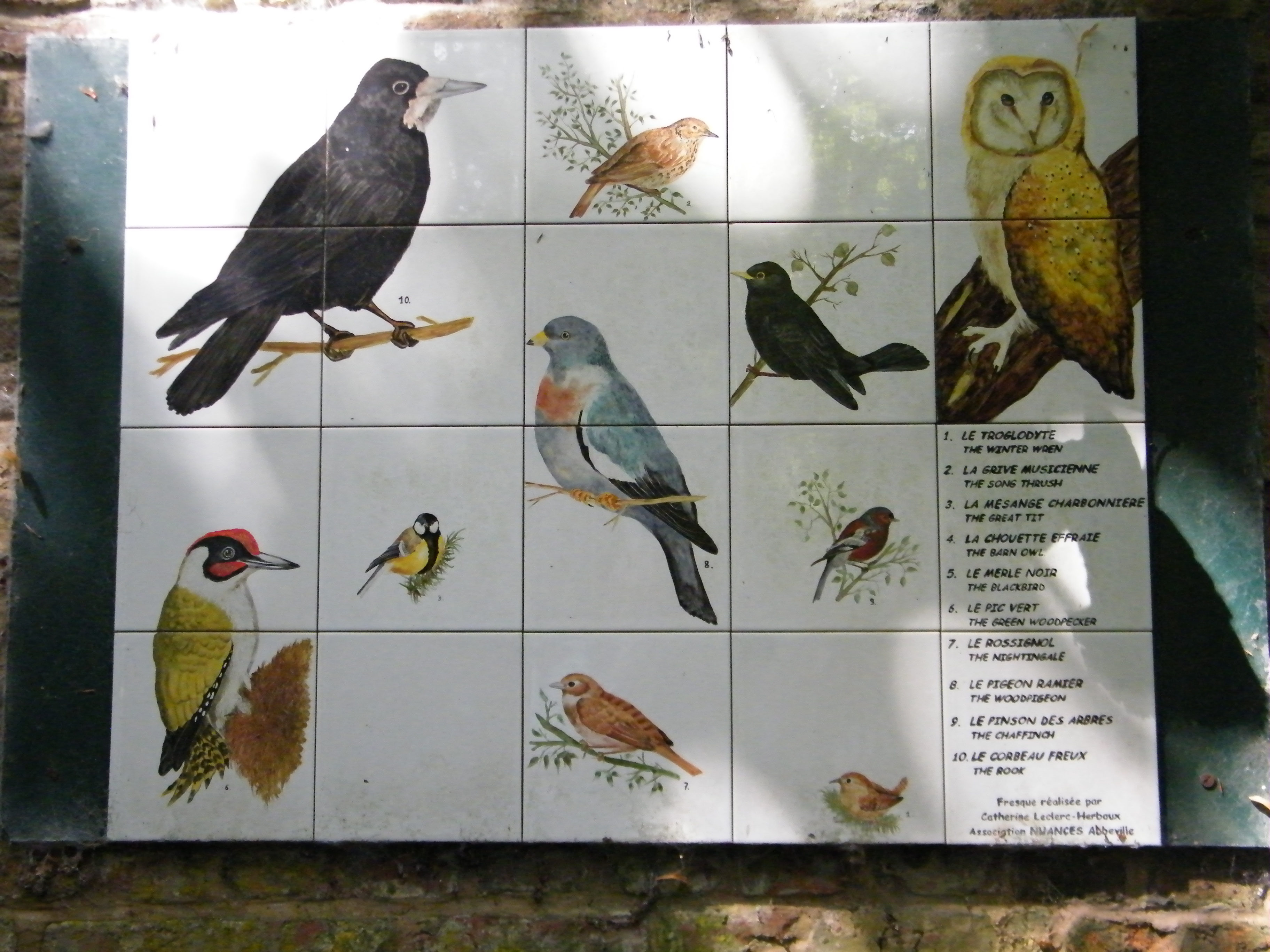
Les oiseaux du parc.
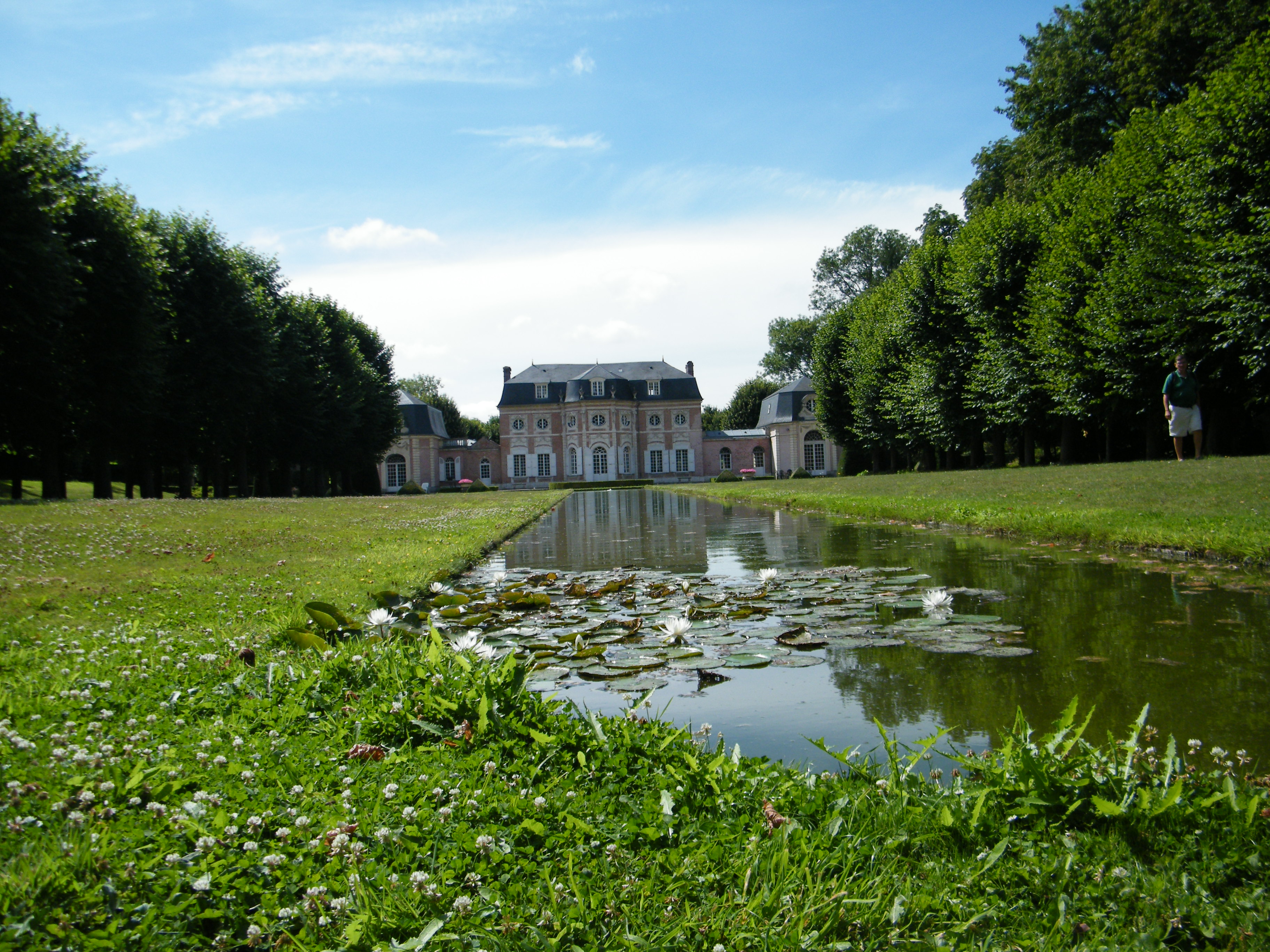
Perspective et miroir d'eau.
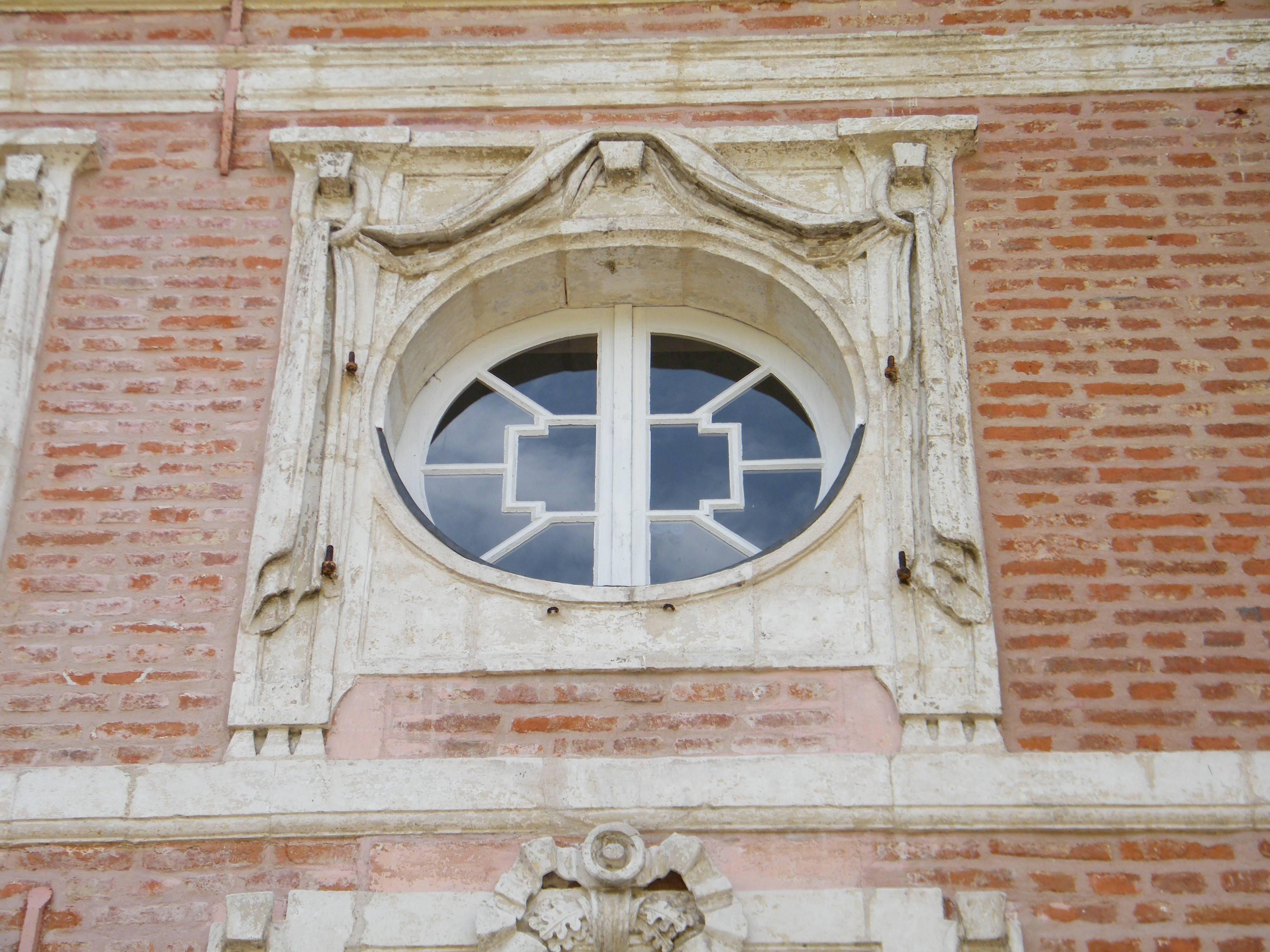
Détail de fenêtre en « œil de bœuf ».
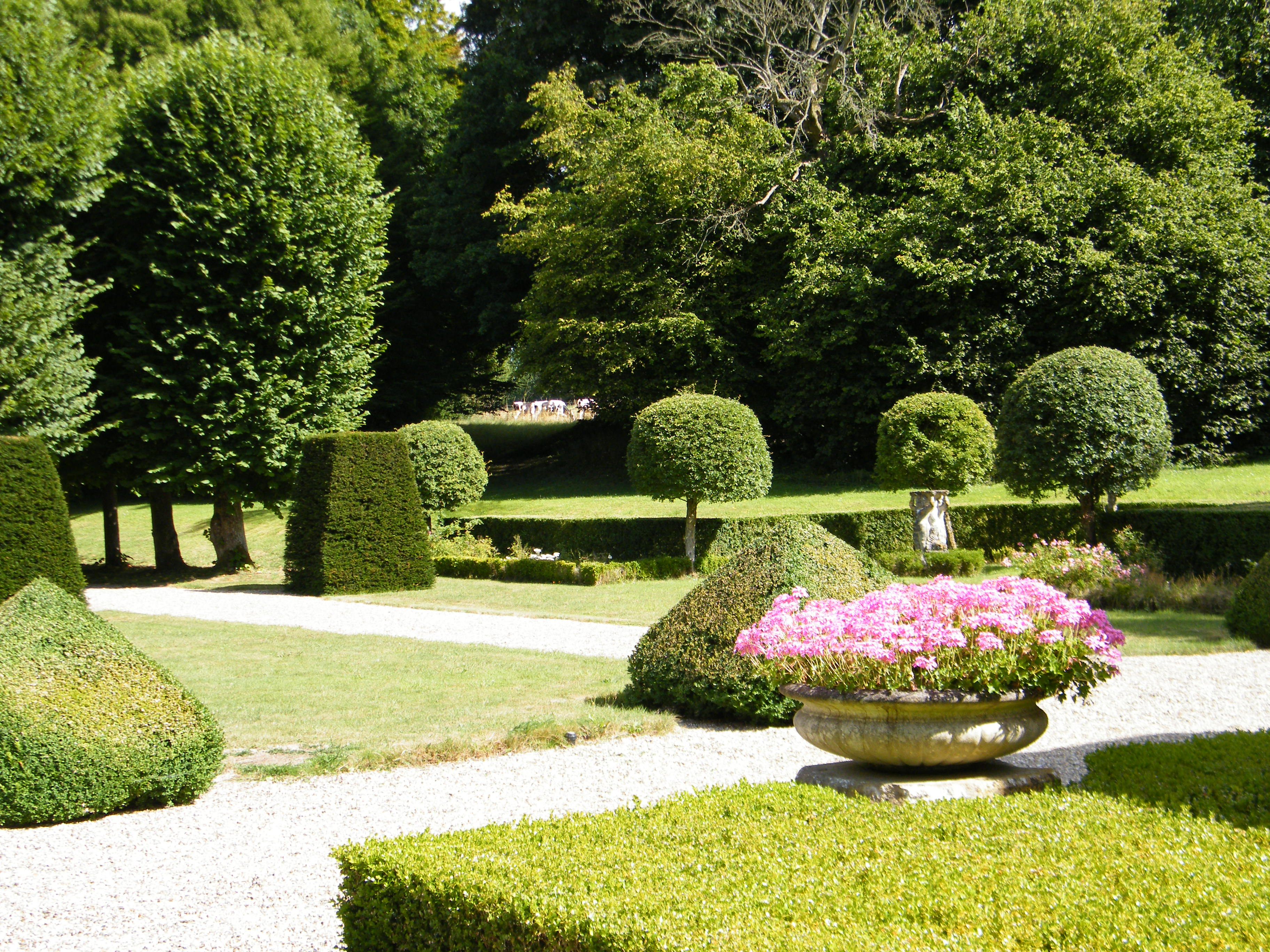
Jardin à la française.
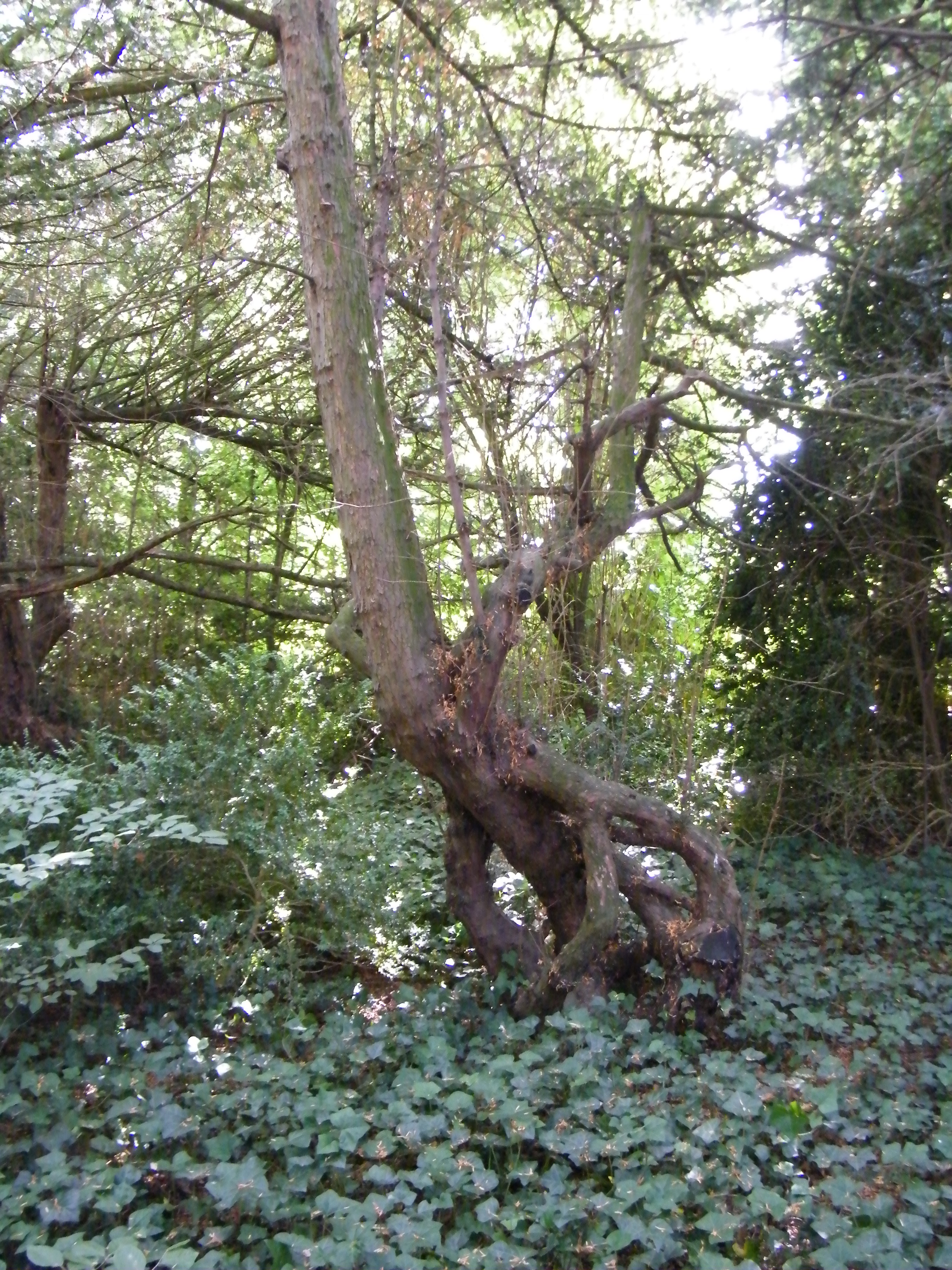
If « imbriqué » dans le parc.